# 궁둥구멍근
궁둥구멍근, 또는 이상근(梨狀筋, piriformis muscle, '배 모양의'라는 뜻의 라틴어 piriformis에서 유래)은 볼기 부위에 있는 골격근이다. 가쪽돌림근에 속하는 6개의 근육 중 하나이다.

## 구조

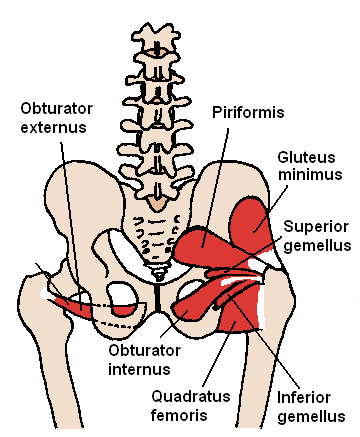
뒤에서 본 골반. 궁둥구멍근을 포함한 가쪽돌림근들이 그려짐.

궁둥구멍근은 엉치뼈의 앞쪽 부분에서 시작된다. 이는곳에서 궁둥구멍근은 둘째, 셋째, 넷째엉치뼈에 붙어 있는 세 개의 근육성 손가락 모양 돌기들을 통해 일어난다. 또한 큰궁둥패임(엉치엉덩관절의 관절주머니 및 엉치결절인대를 포함)의 위쪽 가장자리에서도 발생한다. 약간의 근육 섬유는 큰궁둥구멍의 가장자리와 엉치결절인대의 앞면에서 발생한다.
궁둥구멍근은 큰궁둥구멍을 통해 골반을 나간다. 그 후 넙다리뼈의 큰돌기에 닿는다. 근육의 힘줄은 종종 큰돌기에 닿기 전에 위쌍동근, 속폐쇄근, 아래쌍동근의 힘줄과 연결되기도 한다.
궁둥구멍근은 각뿔 형태의 평평한 근육이다. 중간볼기근의 뒤쪽 가장자리와는 거의 평행하게 놓여 있다. 부분적으로는 골반 뒤쪽 벽에 대해 골반 내에 위치하며 부분적으로는 엉덩관절 뒤쪽에 있다.

### 신경 분포
궁둥구멍근신경의 지배를 받는다.

### 변이
약 80%의 사람들에서 궁둥신경은 궁둥구멍근 아래로 주행한다. 17%의 사람들에서 궁둥구멍근은 궁둥신경의 일부 또는 전체에 의해 관통된다. 여러 변이가 발생하지만 가장 흔한 유형의 비정상(전체 비정상의 81%)은 온종아리신경이 궁둥구멍근을 관통하는 경우인 Beaton의 B형이다.
중간볼기근과 합쳐지거나, 작은볼기근으로 일부 근육 섬유를 보내거나, 위쌍동근에서 오는 일부 근육 섬유와 합쳐질 수 있다.
엉치뼈에 한 군데 또는 두 군데만 붙을 수도 있으며, 엉덩관절의 관절주머니에 닿을 수도 있다.

## 기능
넙다리네모근, 아래쌍동근, 위쌍동근, 바깥폐쇄근, 속폐쇄근과 함께 볼기의 가쪽돌림근에 속한다. 궁둥구멍근은 엉덩관절을 펴면서 넙다리뼈를 가쪽으로 돌리고 엉덩관절을 굽혀 넙다리뼈를 벌린다. 구부린 넓적다리의 벌림은 걷는 동작에서 중요한데, 이는 들어올리는 발의 반대쪽으로 체중을 이동시켜 넘어지는 것을 방지하기 때문이다. 가쪽돌림근의 작용은 다리를 교차시켜 다른 쪽 다리의 무릎에 발목을 놓는 것으로 이해할 수 있다. 이 동작을 할 때 넙다리뼈는 가쪽으로 돌아가며 무릎도 가쪽을 향하게 된다. 가쪽돌림근은 또한 중간볼기근과 작은볼기근에 의한 안쪽돌림을 길항한다. 엉덩관절이 90도 굽혀지면 궁둥구멍근은 엉덩관절에서 넙다리뼈를 벌리면서 1차 기능을 역전시키며, 엉덩관절이 90도 이상 굽혀지면 엉덩관절을 안쪽으로 돌린다.

## 임상적 중요성
궁둥구멍근 증후군은 궁둥구멍근이 궁둥신경을 자극하여 발생한다. 궁둥신경은 궁둥구멍근 아래를 통해 볼기 영역으로 들어오는데, 궁둥구멍근에 의해 신경이 눌리면 볼기의 통증과 궁둥신경의 주행 경로를 따라 연관통이 발생할 수 있다. 이런 연관통은 좌골신경통이라고 한다. 인구의 17%는 궁둥신경이 궁둥구멍근을 관통하는데, 이런 사람들은 좌골신경통 발생에 취약해진다. 좌골신경통의 주요 증상에는 볼기 부분과 궁둥신경 주행 경로를 따라 발생하는 통증, 따끔거림, 무감각 등이 있다. 앉는 동작, 스트레칭, 계단 오르기, 스쿼트 운동 등은 이런 통증을 증가시킨다. 궁둥구멍근 증후군 진단은 대개 증상 확인과 신체검사를 통해 이루어진다. MRI, 엑스레이, 신경 전도도 검사 같은 추가적인 검사들은 다른 가능성 있는 질병들을 배제하기 위해 사용될 수 있다. 궁둥구멍근 증후군으로 진단된 경우 가장 먼저 시행되는 치료법에는 스트레칭, 신경근치료를 포함한 마사지 치료, 물리치료가 있다. 통증이 계속되면 코르티코스테로이드를 궁둥구멍근으로 주사할 수 있다. 몇몇 연구는 보툴리눔 독소 B형이 궁둥구멍근 증후군으로 인한 통증의 치료에 잠재적인 효과가 있을 가능성을 제시했다. 보다 침습적이지만 간혹 필수적인 치료법에는 수술적인 방법이 있다. 그러나 수술의 부작용은 물리치료와 같은 대체요법들보다 훨씬 심할 수 있다. 수술은 언제나 최후의 해결책이 되어야 한다.

### 해부학적 지표
궁둥구멍근은 볼기 해부학에서 매우 중요한 기준이 된다. 궁둥구멍근이 큰궁둥구멍을 통과하며 골반을 빠져나갈 때 큰궁둥구멍은 궁둥구멍근 위쪽 부분과 아럐쪽 부분으로 나뉜다.
결국 궁둥구멍근이 기준이 되어 이 볼기 부위의 혈관과 신경의 이름을 결정한다. 궁둥구멍근보다 위쪽에서 큰궁둥구멍을 빠져나오는 신경과 혈관은 각각 위볼기신경, 위볼기동맥과 위볼기정맥이다. 아래쪽에서도 비슷하게 아래볼기신경, 아래볼기동맥, 아래볼기정맥이 골반을 빠져나가며 궁둥신경도 궁둥구멍근 아래쪽으로 주행한다.

## 역사
영문명인 'Piriformis muscle'이라는 이름은 16세기 파도바 대학의 교수인 아드리안 반 덴 슈피겔(Adriaan van den Spiegel)에 의해 처음 명명되었다.

## 추가 이미지

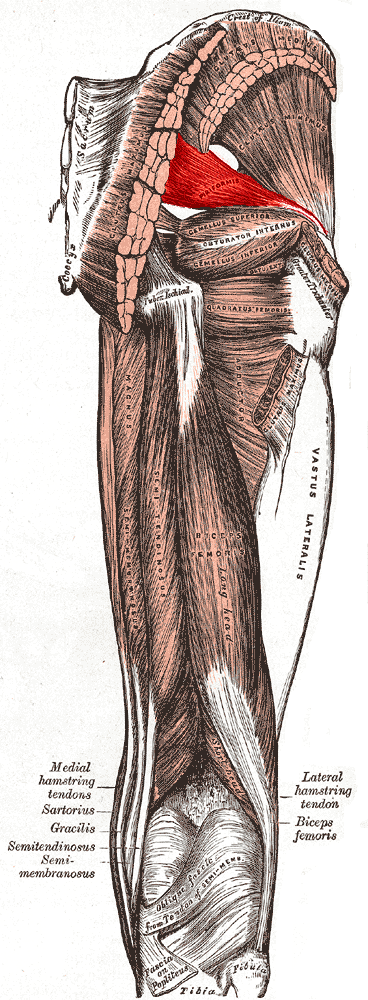
볼기와 넓적다리뒤칸의 근육들.
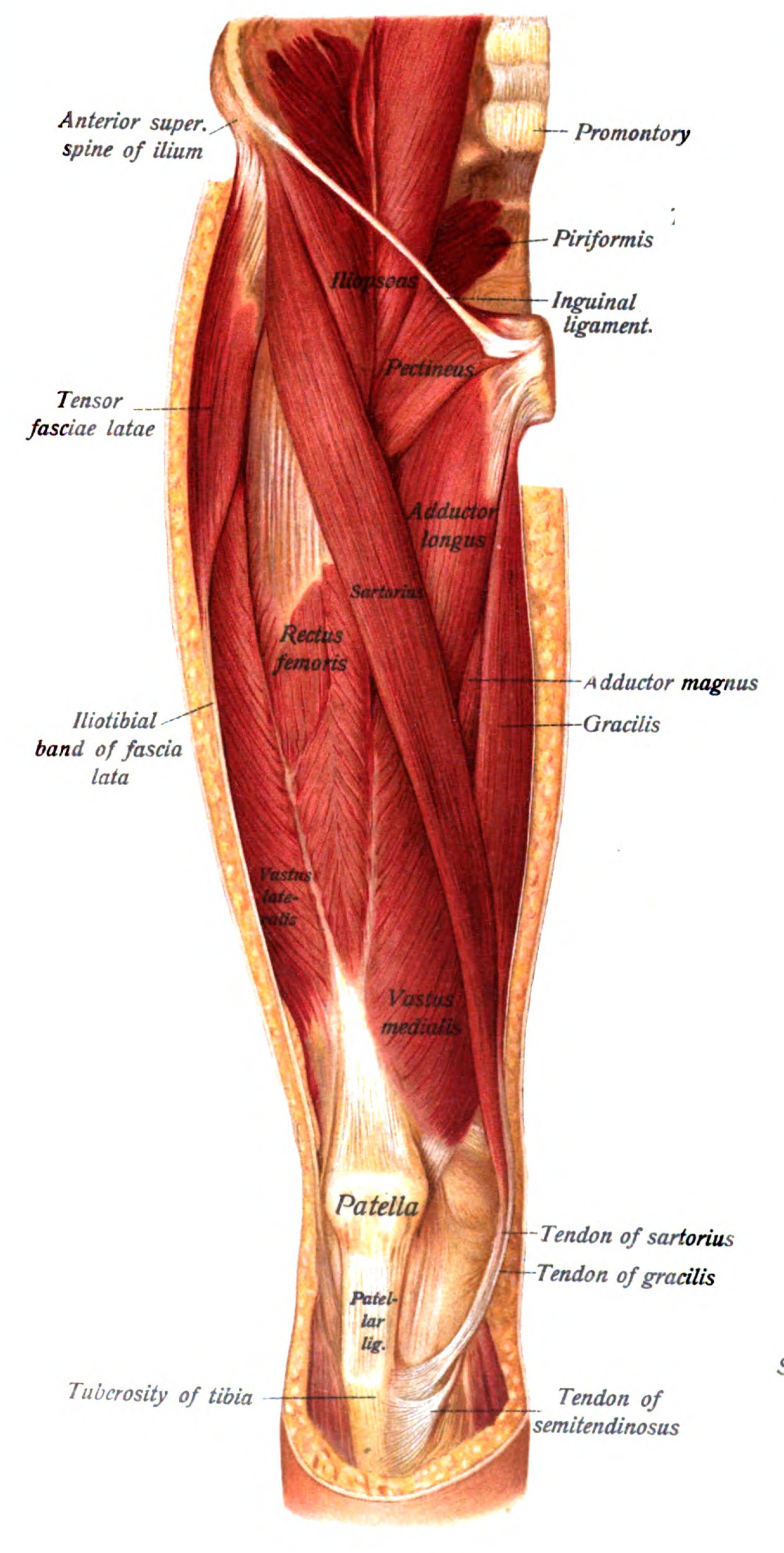
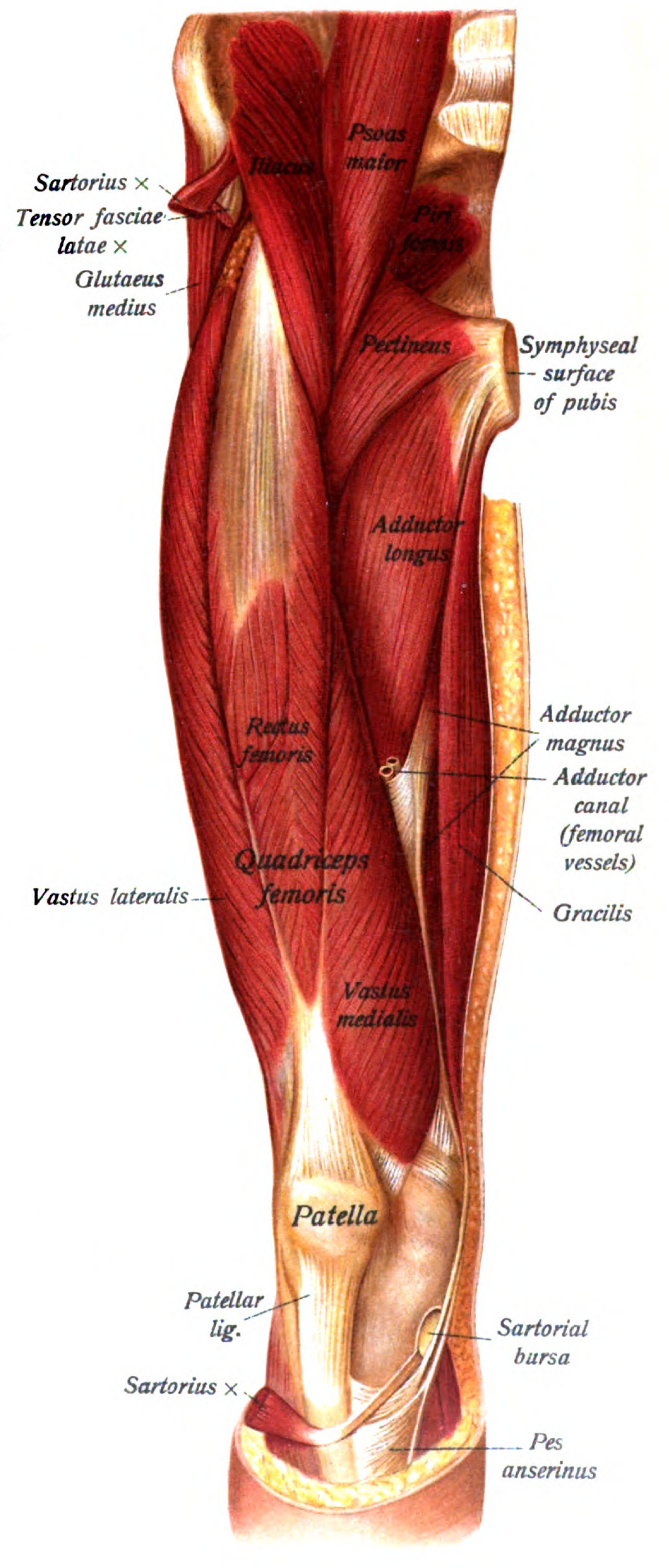
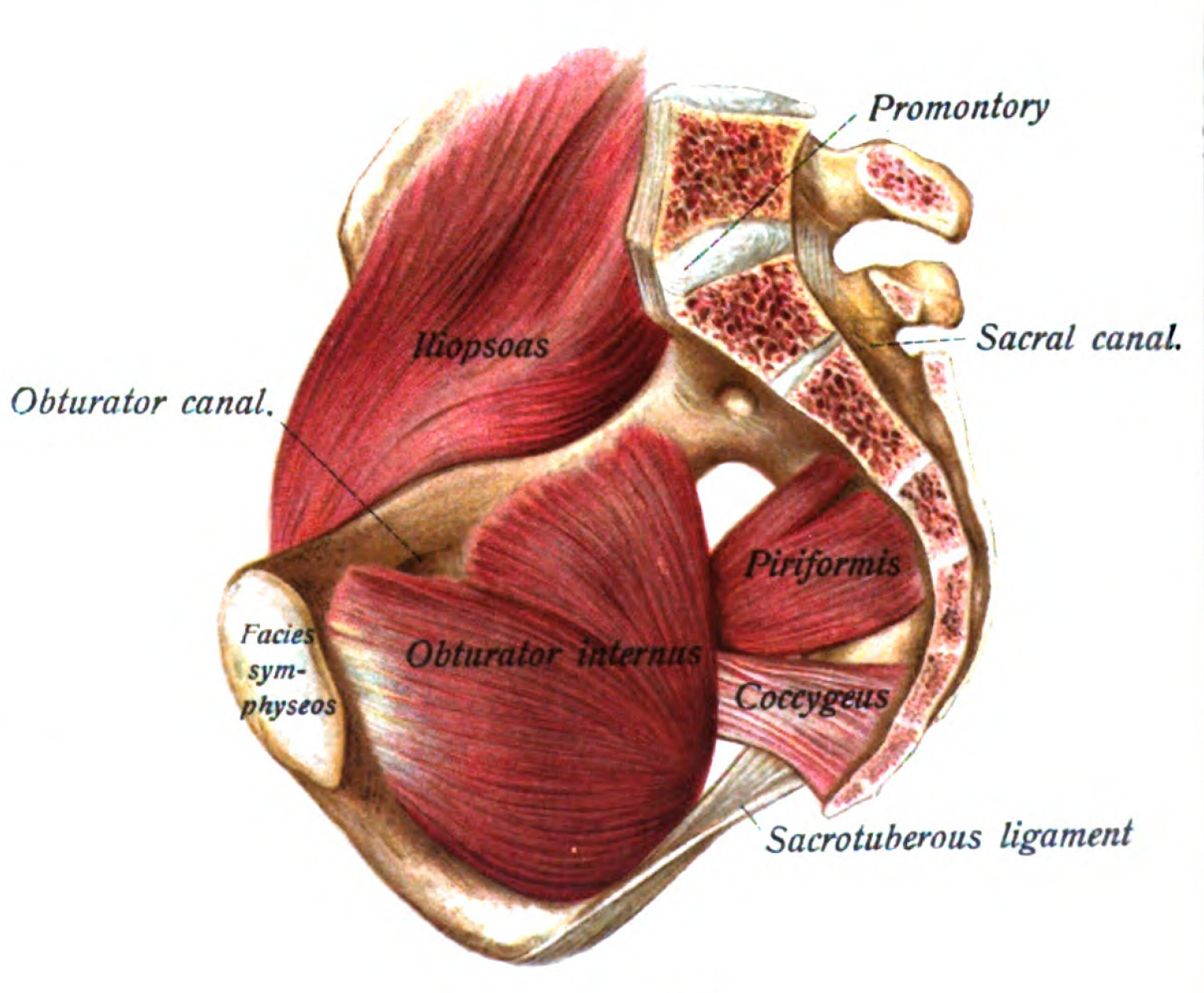
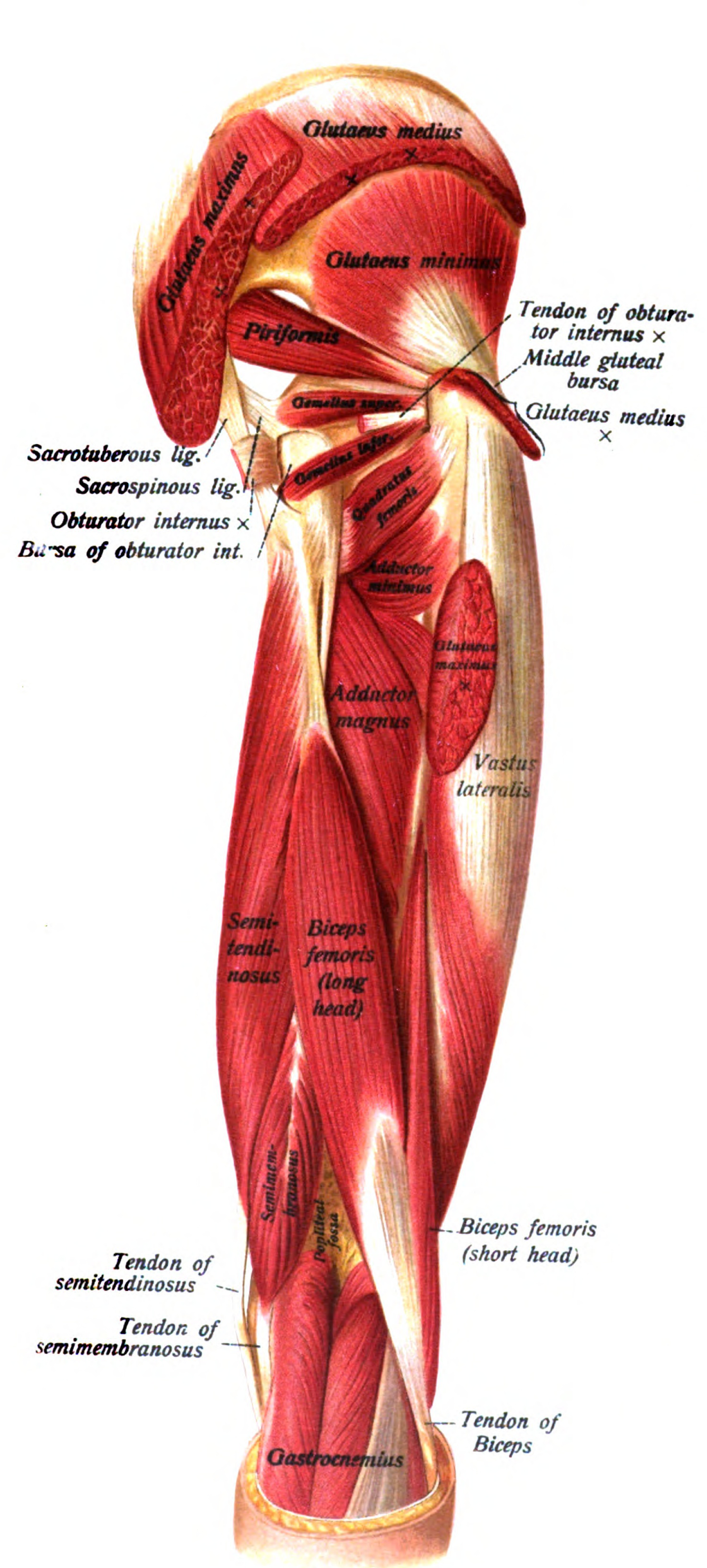
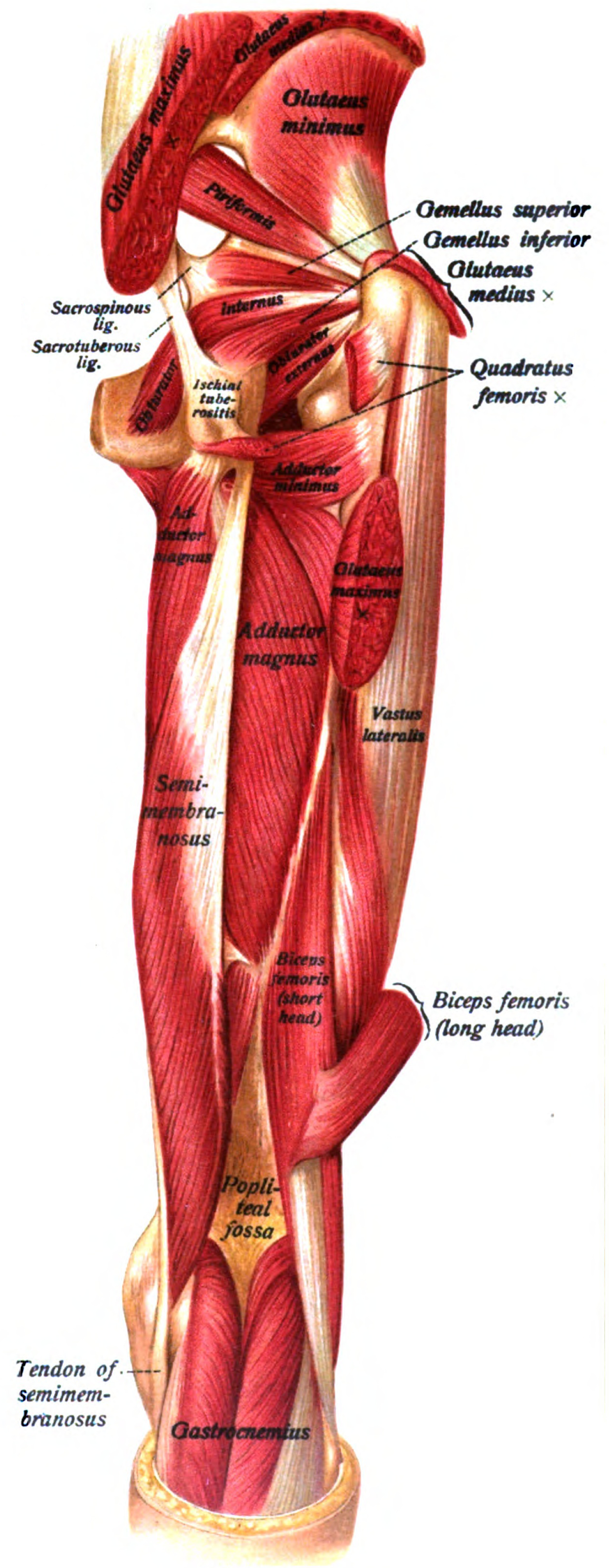
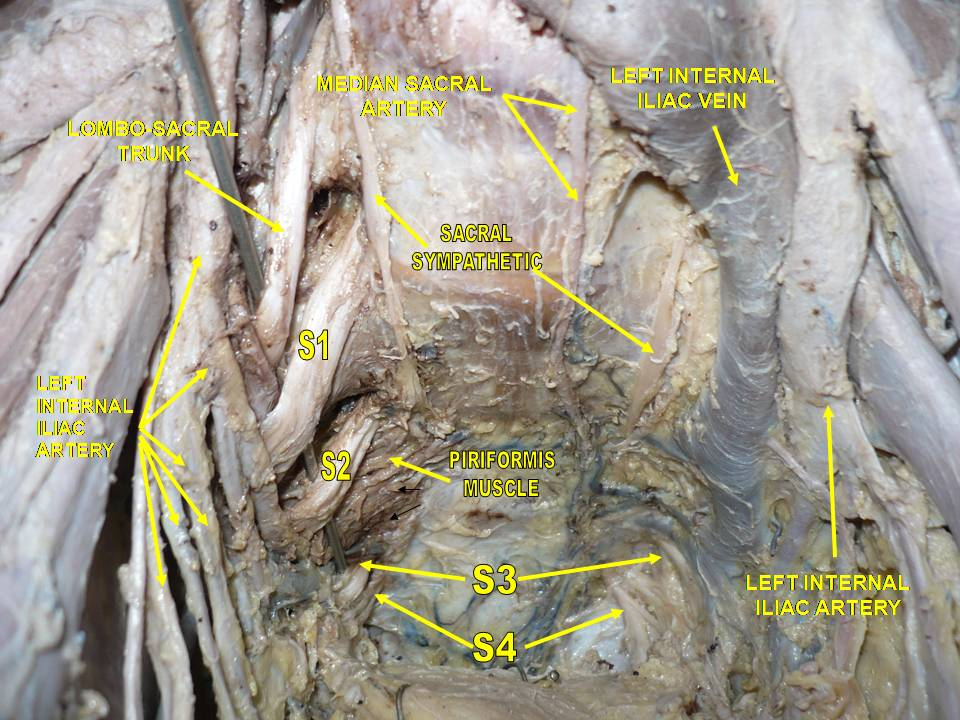
남성 골반의 깊은곳 해부. 위에서 본 사진.

## 참고 문헌
이 문서는 현재 퍼블릭 도메인에 속하는 그레이 해부학 제20판(1918) page 476의 내용을 기초로 작성된 글이 포함되어 있습니다.
1. 1 2 3 4 5 6  〈Chapter 24 - Piriformis Syndrome: A Review of the Evidence and Proposed New Criteria for Diagnosis〉, 《Challenging Neuropathic Pain Syndromes》 (영어), Elsevier, 205-215쪽
2. 1 2 3 4  〈Chapter 67 - Piriformis Syndrome〉, 《Essentials of Pain Medicine (Fourth Edition)》 (영어), Elsevier, 613-618쪽
3. 1 2  Smoll NR (January 2010). “Variations of the piriformis and sciatic nerve with clinical consequence: a review”. 《Clinical Anatomy》 23 (1): 8–17. doi:10.1002/ca.20893. PMID 19998490.
4. ↑  Netter's Clinical Anatomy, 2010
5. 1 2 3  “The piriformis syndrome”. 2007년 11월 13일에 원본 문서에서 보존된 문서. 2007년 11월 16일에 확인함.
6. ↑  Lang AM (March 2004). “Botulinum toxin type B in piriformis syndrome”. 《American Journal of Physical Medicine & Rehabilitation》 83 (3): 198–202. doi:10.1097/01.PHM.0000113404.35647.D8. PMID 15043354.
7. ↑  “Muscles of the Gluteal Region”. TeachMeAnatomy. 2013년 4월 22일에 원본 문서에서 보존된 문서. 2012년 12월 15일에 확인함.